# Zajin
Zajin (hebrejsky זַיִן‎, זיין‎), podoba ז, je sedmé písmeno hebrejského písma. Jeho ekvivalentem ve fénické abecedě je 𐤆. Z něj pochází řecká zéta (Ζ/ζ). Zpravidla se čte [z].
Symbolika tohoto znaku se odvíjí od symboliky písmena vav, který představuje cestu. Ovšem cesta člověka není jen rovná a během ní je možno narazit spoustu strastí i štěstí. Zajin je tedy cesta klikatá, tedy pravda o cestě. Pravda je pak nejmocnější zbraň – meč. Tvar písmene má pak připomínat plamenný meč beduínů.

## Význam v hebrejštině
V hebrejštině se čte jako znělá alveolární frikativa [z] (z, IPA 133). Dále u sebe může mít gereš (apostrof): ז׳ a pak se čte jako znělá postalveolární frikativa [ž] (ʒ, IPA 135) např. גרז׳‎ [garaž].

## Význam v jidiš
V jidiš se čte jako znělá alveolární frikativa [z]. Tvoří také součást spřežek דז (výslovnost [d͡z]), זש (výslovnost [ʒ]) a דזש (výslovnost [d͡ʒ]). Tyto spřežky nejsou považovány za samostatná písmena, nemají pozice v Unicodu a ve slovnících jsou řazeny podle jednotlivých písmen, která je tvoří.

## Číselný význam
V hebrejském systému číslic má číselný význam 7.

## Varianty znaku zajin
| Znak            | זּ                                 | זּ                                 |
| --------------- | --------------------------------- | --------------------------------- |
| Název v Unicodu | Hebrew letter zayin with dagesh   | Hebrew letter zayin with dagesh   |
| Český název     | Hebrejské písmeno zajin s dagešem | Hebrejské písmeno zajin s dagešem |
| Kódování        | dec                               | hex                               |
| Unicode         | 64310                             | U+fb36                            |
| UTF-8           | 239 172 182                       | ef ac b6                          |
| Číselná entita  | &#64310;                          | &#xfb36;                          |